# ميليسا بن
ميليسا بن (بالإنجليزية: Melissa Benn)‏ هي صحفية وكاتِبة بريطانية، ولدت في 1957 في هامرسميث في المملكة المتحدة.